# VK Proton
Maillots
Le VK Proton est un club russe de volley-ball féminin fondé en 1990 et basé à Balakovo (oblast de Saratov), évoluant pour la saison 2019-2020 en Superliga.

## Historique
- Siniaia Ptitsa (L'Oiseau bleu) (1990-1997)
- AES Balakovo (1997-2009)
- Proton Balakovo  (2009-....)

## Palmarès
- Coupe de Russie
  - Vainqueur : 1999.
- Coupe de la CEV
  - Finaliste : 2005.

## Effectifs

### Saison 2020-2021
| No                           | Nom                          | Date de naissance            | Taille                         | Poids                          | Poste                          |
| ---------------------------- | ---------------------------- | ---------------------------- | ------------------------------ | ------------------------------ | ------------------------------ |
| 1                            | Ioulia Maksimova             | 14 janvier 1997              | 183                            |                                | Centrale                       |
| 2                            | Ksenia Ieremtchouk           | 28 août 1992                 | 182                            |                                | Réceptionneuse-attaquante      |
| 3                            | Anastassia Bavykina          | 6 juillet 1992               | 187                            | 70                             | Réceptionneuse-attaquante      |
| 5                            | Kristina Tolstoukhina        | 4 mars 1994                  | 172                            |                                | Libero                         |
| 7                            | Maria Doronitcheva           | 26 mai 1997                  | 181                            |                                | Passeuse                       |
| 8                            | Anastassia Tchernova         | 27 décembre 2002             | 190                            | 73                             | Réceptionneuse-attaquante      |
| 9                            | Ouliana Iermolaïeva          | 8 mai 1999                   | 184                            |                                | Centrale                       |
| 10                           | Ksenia Menchikova            | 23 janvier 2002              | 185                            | 71                             | Centrale                       |
| 11                           | Ielena Savkina               | 21 juin 1995                 | 194                            | 82                             | Réceptionneuse-attaquante      |
| 12                           | Viktoria Russu               | 16 février 1999              | 195                            | 70                             | Réceptionneuse-attaquante      |
| 13                           | Iekaterina Doronitcheva      | 13 décembre 2003             | 169                            |                                | Libero                         |
| 16                           | Vera Salikova                | 4 mars 1989                  | 185                            | 67                             | Passeuse                       |
| 17                           | Iaroslava Sannikova          | 27 juin 1996                 | 188                            | 75                             | Réceptionneuse-attaquante      |
|                              |                              |                              |                                |                                |                                |
| Encadrement technique        | Encadrement technique        |                              | Légende                        | Légende                        | Légende                        |
| Entraîneur : Iouri Maritchev | Entraîneur : Iouri Maritchev | Entraîneur : Iouri Maritchev | : Capitaine                    | : Capitaine                    | : Capitaine                    |
| Entraîneur(s) adjoint(s) :   | Entraîneur(s) adjoint(s) :   | Entraîneur(s) adjoint(s) :   | : Joueuse blessée actuellement | : Joueuse blessée actuellement | : Joueuse blessée actuellement |